# Alice (film, 1990)
Az Alice 1990-ben bemutatott amerikai romantikus fantasy-filmvígjáték, melyet Woody Allen írt és rendezett. A főbb szerepekben Mia Farrow, Joe Mantegna és William Hurt látható. A film Federico Fellini Júlia és a szellemek című 1965-ös filmjének laza átdolgozása.
Az Amerikai Egyesült Államokban 1990. december 25-én bemutatott film összességében pozitív visszajelzéseket kapott.

## Rövid történet
Egy jómódú háziasszony kísértésbe esik, hogy megcsalja férjét egy jóképű zenésszel. Egy kínai természetgyógyász gyógyfüveket ad a nőnek, aki azonban láthatatlanná válik tőlük, így meglesheti férje, szeretője és barátai titkos életét is. 

## Szereplők
| Színész           | Szerep                  | Magyar hang          | Magyar hang      | Magyar hang    |
| Színész           | Szerep                  | 1. szinkron          | 2. szinkron      | 3. szinkron    |
| ----------------- | ----------------------- | -------------------- | ---------------- | -------------- |
| Mia Farrow        | Alice Smith Tate        | Kovács Nóra          | Fehér Anna       | Kiss Erika     |
| Rachel Miner      | Alice 12 évesen         |                      |                  |                |
| Kristy Graves     | Alice 18 évesen         |                      |                  |                |
| Joe Mantegna      | Joe Ruffalo             | Bognár Zsolt         | Gyabronka József | Rubold Ödön    |
| William Hurt      | Doug Tate               | Kovács István        | Máté Gábor       | Harmath Imre   |
| Blythe Danner     | Dorothy                 | Andresz Kati         | Kiss Mari        | Kökényessy Ági |
| Laurie Nayber     | Dorothy fiatalon        |                      |                  |                |
| June Squibb       | Hilda                   | Czigány Judit        |                  |                |
| Holland Taylor    | Helen                   |                      |                  |                |
| Peggy Miley       | Dorothy házvezetőnője   |                      | Szécsi Vilma     |                |
| Robin Bartlett    | Nina                    | Menszátor Magdolna   | Igó Éva          |                |
| Keye Luke         | Dr. Yang                | Dengyel Iván         | Cs. Németh Lajos | Balázsi Gyula  |
| Judy Davis        | Vicki                   | Kiss Erika           | Tóth Enikő       |                |
| Alec Baldwin      | Ed                      | Szabó Sipos Barnabás | Széles László    |                |
| Bernadette Peters | múzsa                   | Madarász Éva         | Györgyi Anna     |                |
| Cybill Shepherd   | Nancy Brill             | Csere Ágnes          | Básti Juli       | Molnár Zsuzsa  |
| Gwen Verdon       | Alice anyja             | Kassai Ilona         | Szabó Éva        | Andai Kati     |
| Patrick O’Neal    | Alice apja              |                      |                  |                |
| Diane Salinger    | Carol                   | Farkasinszky Edit    | Spilák Klára     |                |
| Bob Balaban       | Sid Moscowitz           | Holl Nándor          | Cseke Péter      |                |
| Caroline Aaron    | Sue                     | Kocsis Mariann       | Kubik Anna       |                |
| James Toback      | professzor              |                      | Tahi József      |                |
| Elle Macpherson   | modell                  |                      |                  |                |
| Lisa Marie        | karácsonyi buli vendége |                      |                  |                |

## Fordítás
- Ez a szócikk részben vagy egészben  az   Alice (1990 film) című angol Wikipédia-szócikk fordításán alapul.  Az eredeti cikk szerkesztőit annak laptörténete sorolja fel. Ez a jelzés csupán a megfogalmazás eredetét és a szerzői jogokat jelzi, nem szolgál a cikkben szereplő információk forrásmegjelöléseként.